# Платтевег
Платтевег (нід. Platteweg) — селище в нідерландській провінції Південна Голландія. Входить до муніципалітету Бодегравен-Реувейк. Його населення станом на 2007 рік складало 200 осіб.